# Kim Voss-Fels
Kim Voss-Fels (* 20. September 1997 in Bad Homburg vor der Höhe) ist ein deutscher Handballspieler.

## Vereinskarriere
Voss-Fels begann mit 4 Jahren bei seinem Heimatverein HSG Wehrheim/Obernhain das Handballspielen. Er wechselte zwischenzeitlich zur TSG Oberursel. In der U19 spielte er bei der HSG Wetzlar, wo er im Viertelfinale um die deutsche Meisterschaft ausschied.
Nachdem Voss-Fels im ersten Seniorenjahr für den Soester TV gespielt hatte, erhielt er im Jahr 2017 seinen ersten Profivertrag beim ASV Hamm-Westfalen. Im gleichen Jahr gab Voss-Fels sein Debüt in der 2. Bundesliga. Im Jahr 2019 wechselte er zum VfL Eintracht Hagen, mit dem er 2021 den Aufstieg in die 2. Bundesliga schaffte. Im gleichen Jahr wechselte Voss-Fels zum TuS Ferndorf.
Nach einer Saison kehrte er zurück zum VfL Eintracht Hagen.

## Ausbildung
Voss-Fels studiert an der TU Dortmund Wirtschaftswissenschaften.